# Пандеизам
Пандеизам (од грчког παν – све, свако и латинског деус – бог) је филозофска доктрина која комбинује пантеизам и деизам. Односно, признавање божанства за почетак и основу свега (све је Бог), обожење Васељене, природе, али негирање личног Бога, Откровења и Промисао, и уопште теолошког, догматског учења. Најобимнију књигу о пандеизму написао је Макс Бернхард Вајнштајн 1910. године.

## Историја

### Антика
Прве предуслове за настанак погледа погодних за пандеизам открио је Макс Вајнштајн у учењу старогрчког филозофа Ксенофана, које датира из 6. века пре нове ере, који је тврдио да Бог, иако се не креће, ипак све чује и види. То су били први предуслови за настанак монотеизма, као и први покушај удаљавања од Бога као конкретне личности. Такође, одређене црте пандеизма су пронађене у учењу кинеског филозофа Лао Цеа, иако су припадале таоизму и у индијској Бхагавад Гити.
Идеје у духу пандеизма могу се пратити не само у учењу Ксенофана, већ и код других старогрчких филозофа. Могу се уочити код стоика, у учењу Хераклита и у делима платониста и питагорејаца. Став да је сам Универзум свеобухватни Бог одразио се и на Крисипа, филозофа из 3. века пре нове ере.

### Средњи век
Вајнштајн је открио теорију да је Бог створио свет од себе у учењу теолога из 9. века Јована Скота Ериугене. Он пише да се Универзум састоји од неколико елемената: Бога као првог принципа, платонског света идеја, физичке компоненте Универзума и Бога као циља свих ствари, онога чему се на крају враћа.
Вајнштајн је такође приметио пандеистичке мотиве у расуђивању неколико других средњовековних филозофа. На пример, мислилац Френсис Меркјури ван Хелмонт је писао да су дух и материја нераскидиво повезани и да је материја манифестација духа највишег божанства. По мишљењу Ђордана Бруна, Бог није био нешто специфично, јасно ограничено, није физичко биће, већ је био нешто свеприсутно и свеобухватно, у чему се, према Вајнштајну и низу других истраживача, могу уочити очигледне идеје пандеизма.